# Élections législatives grecques de 2009
Des élections législatives au Parlement grec se sont tenues en Grèce le dimanche 4 octobre 2009.
Dix millions de Grecs sont appelés aux urnes (le vote est obligatoire) entre 7 h et 19 h. Deux millions d'entre eux ont plus de 71 ans tandis que 250 000 votent pour la première fois. Ils ont à choisir entre 3 905 candidats issus de 23 partis. La circonscription la plus grande est la deuxième circonscription d'Athènes (Athènes B) avec 1,3 million d'électeurs.

## Campagne électorale

### Dissolution du Parlement et convocation d'élections anticipées

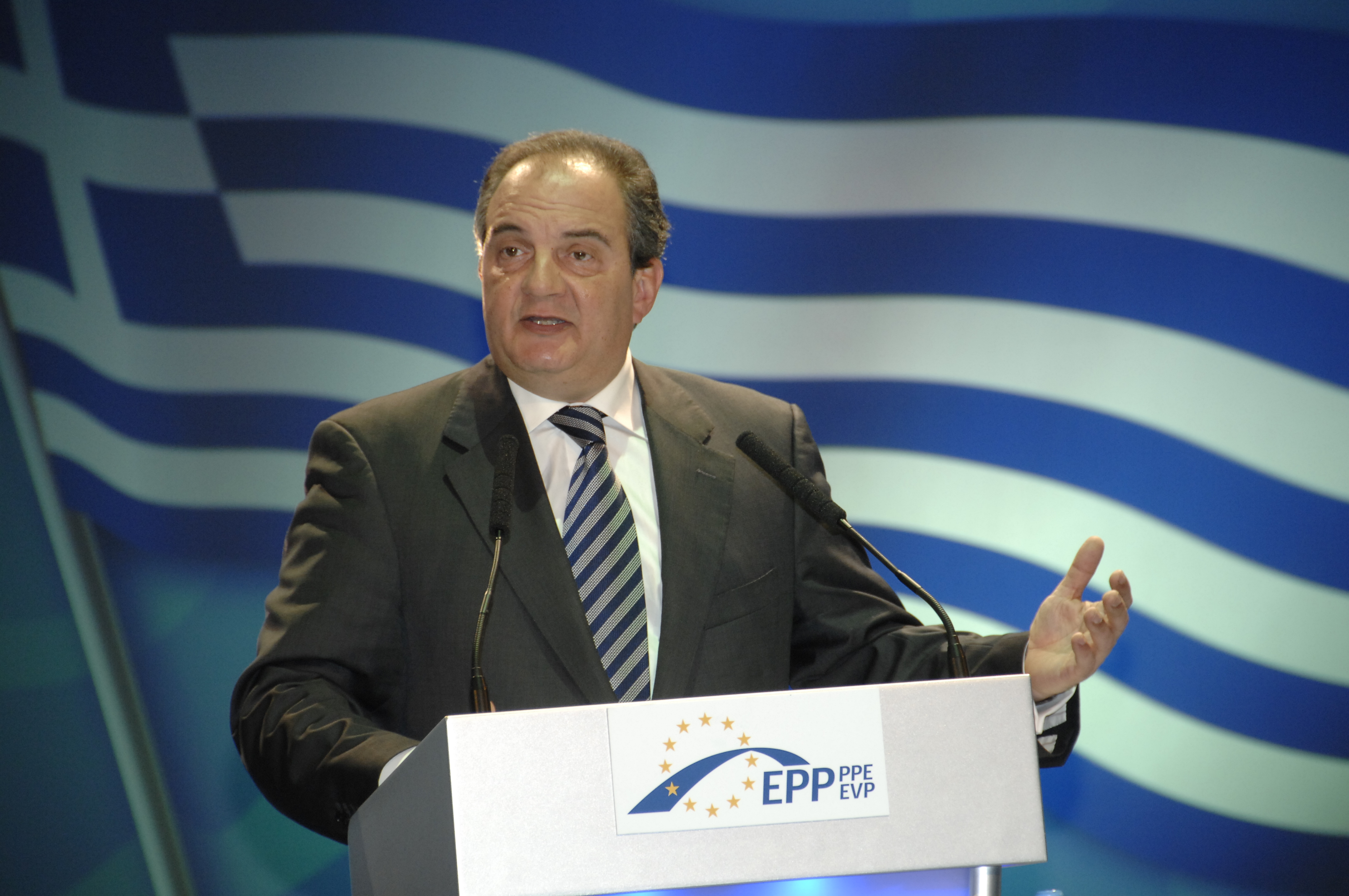
Le Premier ministre sortant, Kóstas Karamanlís.

Le 2 septembre 2009, le Premier ministre grec, Kóstas Karamanlís, annonce, que conformément à l'article 32 de la Constitution grecque, le président de la République, Károlos Papoúlias a pris la décision de dissoudre le Parlement grec et de convoquer des élections législatives anticipées pour le 4 octobre suivant. Sa majorité Nouvelle Démocratie au Parlement grec était depuis plus d'un an très réduite (151 députés sur les 300 du parlement), fragile et régulièrement remise en cause au sein même de son parti. De plus, la ND était touchée par toute une série de scandales politiques.

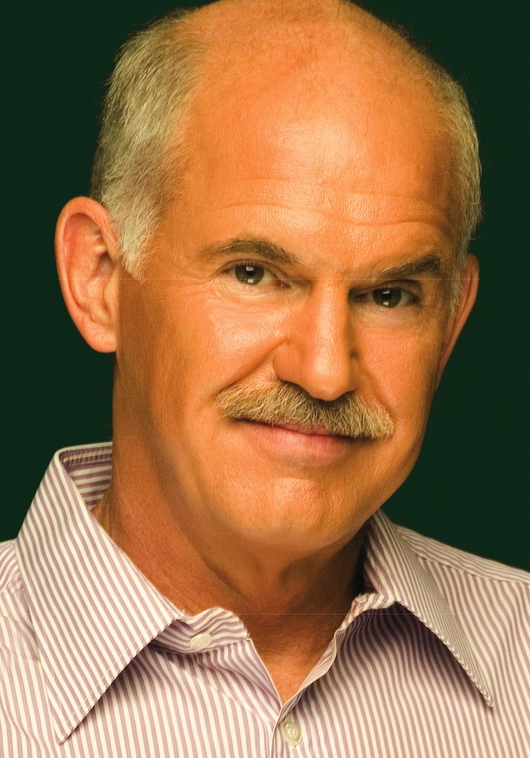
Le président du PASOK, et chef de l'opposition, Giórgos Papandréou.

### Sondages

Les sondages (interdits dans les quinze jours précédant le vote) ont donné le Mouvement socialiste panhellénique (PASOK) de Giórgos Papandréou en tête. Le 10 septembre, 85 % des Grecs interrogés ne faisaient pas confiance aux partis politiques et 75 % ne faisaient plus confiance au gouvernement. Le PASOK était en tête des intentions de vote (41 %) devant la Nouvelle Démocratie (ND) (35,5 %), le Parti communiste de Grèce (KKE) (8,5 %), le Alerte populaire orthodoxe (LAOS) (7 %) et la SYRIZA empêtrée dans ses problèmes de personne (4 %). Giórgos Papandréou et Kóstas Karamanlís étaient à égalité en ce qui concerne lequel des deux serait le meilleur Premier ministre (38 %). Pour 21 % des personnes interrogées, aucun des deux.

### Choix des candidats
La Grèce est divisée en 56 circonscriptions. Dans chacune, les partis présentent des listes sur lesquelles les électeurs font leur choix : de un à quatre candidats parmi ceux proposés. Une règle proportionnelle est ensuite appliquée. Ce système est critiqué car il favoriserait les rapports étroits entre élus et électeurs.
Les principaux partis politiques ont essayé de redorer leur image. Tous les députés sortants impliqués dans les divers scandales (Vatopédi, Siemens, corruption, etc.) n'ont pas être investis. Ainsi, sept anciens ministres ND dont Savvas Tsitouridis, Vassilis Magginas, Petros Doukas et Aristotelis Pavlidis ne furent pas investis par leur parti en raison de scandales judiciaires. Savvas Tsitouridis menaça en représailles de faire des révélations sur d'autres membres du gouvernement. Le PASOK espéra un temps réussir à convaincre Konstantínos Simítis de sortir de sa retraite afin d'attirer les votes centristes, mais sans succès. Pour les listes des « députés nationaux » (ceux non élus dans une circonscription, mais au prorata des voix de leur parti, ce qui fait le que PASOK et la ND devraient en avoir quatre chacun) ont été présentées le 20 septembre. Si la ND a choisi des membres du parti (en mettant cependant la vieille garde en fin de liste), le PASOK a préféré jouer les membres de la « société civile » pour attirer les indécis (avec des universitaires, des économistes ou des journalistes),,,.

### Débats télévisés

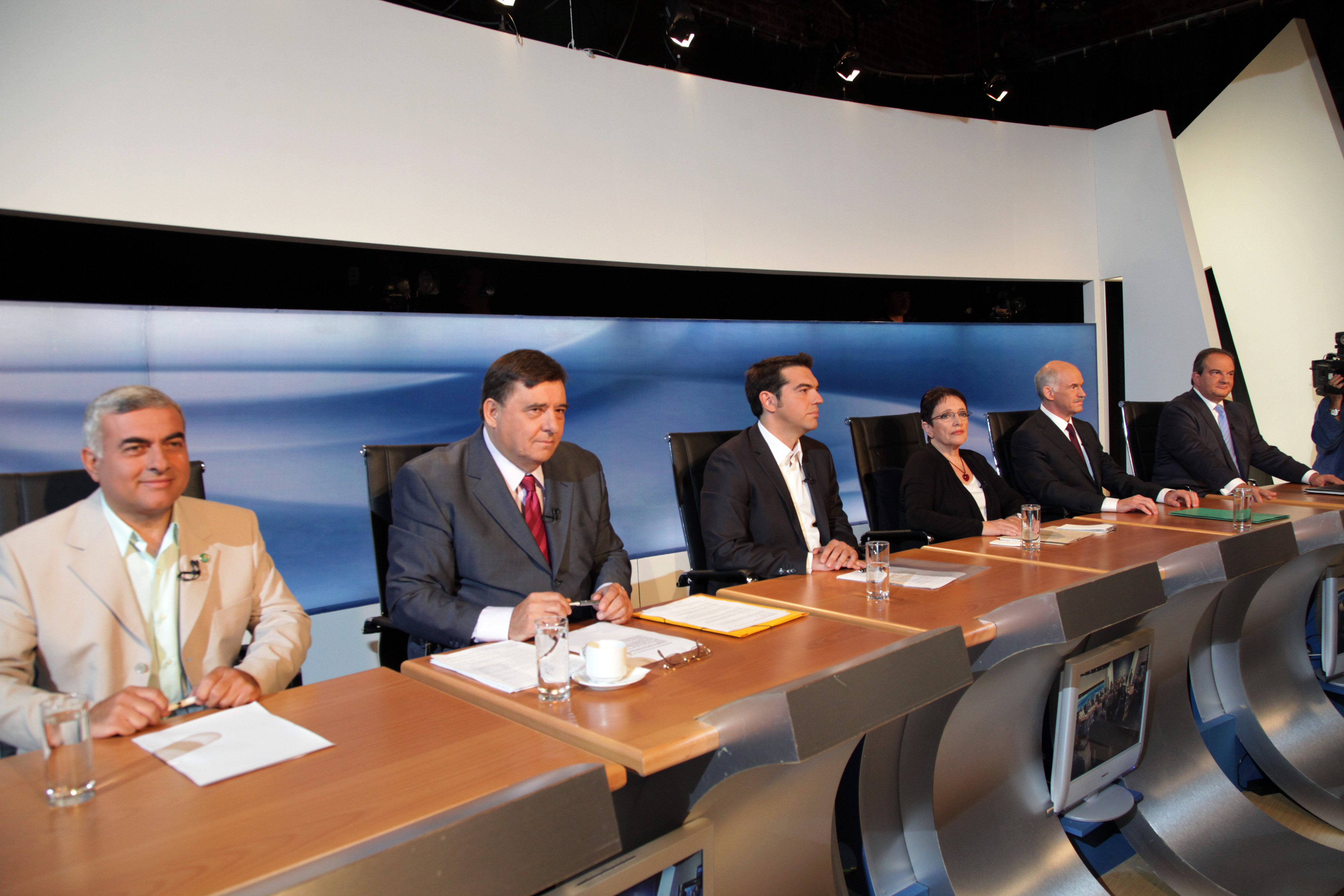
Les participants au débat télévisé.

Le 21 septembre s'est tenu le premier des débats télévisés entre les leaders des six principales formations. Après avoir répondu aux journalistes, ils ont pu poser une question chacun à un seul autre candidat. Kóstas Karamanlís a interrogé Giórgos Papandréou et réciproquement. Le leader des Verts écologistes, Nikos Chrysogelos, a semblé le plus à l'aise. Pour la première fois, des écologistes pourraient entrer au Parlement. Le leader du LAOS, Giorgos Karatzaferis, fut attaqué sur son attitude face à l'immigration tandis que les chefs du KKE, Aleka Papariga, et de la SYRIZA Alexis Tsipras furent surtout interrogés sur les manifestations d'extrême gauche. Konstantínos Karamanlís et Georges Papandréou se sont retrouvés face à face le 22 septembre pour un nouveau débat, très animé, voire vif, souvent constitué d'attaques réciproques, mais qui ne sembla pas avoir réellement dégagé de vainqueur ou avoir pu convaincre les indécis. Les partis politiques décidèrent dès lors se contenter de meetings et discours.

### Fin de la campagne
Le reste de la campagne électorale fut une suite d'attaques réciproques entre PASOK et ND, chacun cherchant à stigmatiser l'incapacité à gouverner de l'adversaire.
Dans les derniers jours de la campagne, alors qu'il était difficile (en raison de l'interdiction des sondages) de savoir si la stratégie offensive de Kóstas Karamanlís contre le PASOK avait été efficace, il semblait qu'une majorité claire ne pourrait se dégager, nécessitant la constitution d'une coalition. Les Verts écologistes qui espèrent huit à dix députés ont fait savoir qu'ils ne seraient pas opposés au fait d'entrer dans une majorité gouvernementale avec parti vainqueur (quel qu'il soit) afin de faire avancer la cause écologique dans le pays.

## Résultats

### Voix et sièges
|                        |                                            |           |       |      |        |               |  |  |  |  |  |  |  |  |
| Parti                  | Parti                                      | Voix      | %     | +/-  | Sièges | +/-           |  |  |  |  |  |  |  |  |
|                        | Mouvement socialiste panhellénique (PASOK) | 3 012 542 | 43,92 | 5,82 | 160    | 58            |  |  |  |  |  |  |  |  |
|                        | Nouvelle Démocratie (ND)                   | 2 295 719 | 33,47 | 8,37 | 91     | 61            |  |  |  |  |  |  |  |  |
|                        | Parti communiste de Grèce (KKE)            | 517 249   | 7,54  | 0,61 | 21     | 1             |  |  |  |  |  |  |  |  |
|                        | Alerte populaire orthodoxe (LAOS)          | 386 205   | 5,63  | 1,83 | 15     | 5             |  |  |  |  |  |  |  |  |
|                        | Coalition de la gauche radicale (SYRIZA)   | 315 665   | 4,60  | 0,44 | 13     | 1             |  |  |  |  |  |  |  |  |
|                        | Verts écologistes (OP)                     | 173 589   | 2,53  | 1,48 | 0      | en stagnation |  |  |  |  |  |  |  |  |
|                        | Renouveau démocratique (en) (DA)           | 30 784    | 0,45  | 0,35 | 0      | en stagnation |  |  |  |  |  |  |  |  |
|                        | Antarsya                                   | 24 687    | 0,36  | Nv.  | 0      | en stagnation |  |  |  |  |  |  |  |  |
|                        | Union des écologistes (EI)                 | 19 993    | 0,29  | 0,27 | 0      | en stagnation |  |  |  |  |  |  |  |  |
|                        | Aube dorée (XA)                            | 19 624    | 0,29  | Nv.  | 0      | en stagnation |  |  |  |  |  |  |  |  |
|                        | Union des centristes (EK)                  | 18 296    | 0,27  | 0,02 | 0      | en stagnation |  |  |  |  |  |  |  |  |
|                        | Autres partis                              | 44 068    | 0,64  | -    | 0      | -             |  |  |  |  |  |  |  |  |
|                        |                                            |           |       |      |        |               |  |  |  |  |  |  |  |  |
| Suffrages exprimés     | Suffrages exprimés                         | 6 858 421 | 97,36 |      |        |               |  |  |  |  |  |  |  |  |
| Votes blancs           | Votes blancs                               | 43 269    | 0,61  |      |        |               |  |  |  |  |  |  |  |  |
| Votes nuls             | Votes nuls                                 | 142 916   | 2,03  |      |        |               |  |  |  |  |  |  |  |  |
| Total                  | Total                                      | 7 044 606 | 100   | -    | 300    | en stagnation |  |  |  |  |  |  |  |  |
| Abstention             | Abstention                                 | 2 884 459 | 29,05 |      |        |               |  |  |  |  |  |  |  |  |
| Inscrits/Participation | Inscrits/Participation                     | 9 929 065 | 70,95 |      |        |               |  |  |  |  |  |  |  |  |

### Résultats par circonscription
| Circonscription      | PASOK                               | ND                                  | KKE                               | LAOS                              | SYRIZA                            | OP                  | Autres |
| -------------------- | ----------------------------------- | ----------------------------------- | --------------------------------- | --------------------------------- | --------------------------------- | ------------------- | ------ |
| Athènes A            | 35,52 % (+ 5,56 pts) 8 sièges (+3)  | 31,7 % (- 8,41 pts) 5 sièges (-2)   | 9,56 % (- 0,96 pts) 2 sièges (=)  | 7,59 % (+ 1,20 pts) 1 siège (=)   | 7,97 % (- 1,03 pts) 1 siège (-1)  | 4,09 % (+ 2,45 pts) | 3,52 % |
| Athènes B            | 40,21 % (+ 6,16 pts) 20 sièges (+6) | 26,63 % (- 8,64 pts) 11 sièges (-6) | 10,84 % (- 1,27 pts) 5 sièges (=) | 7,28 % (+ 2,24 pts) 3 sièges (+1) | 7,40 % (- 1,54 pts) 3 sièges (-1) | 4,32 % (+ 2,53 pts) | 3,32 % |
| Athènes périphérique | 43,13 % (+ 6,86 pts) 6 sièges (+2)  | 29,47 % (- 9,78 pts) 3 sièges (-2)  | 8,22 % (- 0,98 pts) 1 siège (=)   | 8,23 % (+ 2,41 pts) 1 siège (=)   | 4,93 % (- 0,97 pts) 1 siège (=)   | 3,37 % (+ 2 pts)    | 2,65 % |
| Thessalonique A      | 39,12 % (+ 4,49 pts) 7 sièges (=)   | 30,30 % (- 7,08 pts) 5 sièges (=)   | 9,53 % (- 0,78 pts) 2 sièges (=)  | 8,26 % (+ 2,04 pts) 1 siège (=)   | 5,77 % (- 0,35 pts) 1 siège (=)   | 3,45 % (+ 1,73 pts) | 3,57 % |
| Thessalonique B      | 38,28 % (+ 4,51 pts) 2 sièges (+1)  | 37,56 % (- 7,26 pts) 2 sièges (-1)  | 7,56 % (- 0,58 pts) 1 siège (+1)  | 7,47 % (+ 2,12 pts) 1 siège (=)   | 4,09 % (- 0,05 pts) 1 siège (=)   | 2,38 % (+ 1,26 pts) | 2,65 % |
| Le Pirée A           | 38,84 % (+ 6,27 pts) 2 sièges (+1)  | 33,02 % (- 9,32 pts) 1 siège (-1)   | 8,10 % (- 0,85 pts) 1 siège (=)   | 7,56 % (+ 2,32 pts) 1 siège (=)   | 5,84 % (- 0,92 pts) 1 siège (=)   | 3,55 % (+ 2,33 pts) | 3,09 % |
| Le Pirée B           | 44,36 % (+ 6,43 pts) 3 sièges (=)   | 23,07 % (- 8,33 pts) 2 sièges (=)   | 12,86 % (- 1,69 pts) 1 siège (=)  | 7,59 % (+ 2,07 pts) 1 siège (=)   | 5,68 % (- 0,73 pts) 1 siège (=)   | 3,36 % (+ 1,87 pts) | 3,08 % |
| Étolie-Acarnanie     | 49,50 % (+ 5,80 pts) 4 sièges (+1)  | 35,68 % (- 7,88 pts) 3 sièges (-1)  | 6,22 % (- 0,03 pts) 1 siège (=)   | 3,02 % (+ 1,03 pts)               | 2,82 % (- 0,04 pts)               | 1,28 % (+ 0,82 pts) | 1,48 % |
| Argolide             | 42,32 % (+ 4,88 pts) 1 siège (=)    | 42,48 % (- 6,42 pts) 2 sièges (=)   | 4,50 % (- 0,33 pts)               | 4,17 % (+ 1,03 pts)               | 3,13 % (- 0,40 pts)               | 1,71 % (+ 0,86 pts) | 1,69 % |
| Arcadie              | 46,46 % (+ 7,79 pts) 2 sièges (+1)  | 36,54 % (- 10,11 pts) 1 siège (-1)  | 5,13 % (- 0,23 pts)               | 4,79 % (+ 1,64 pts)               | 3,76 % (- 0,27 pts)               | 1,60 % (+ 0,85 pts) | 1,72 % |
| Nomme d'Arta         | 45,14 % (+ 6,49 pts) 2 sièges (+1)  | 38,99 % (- 8,35 pts) 1 siège (-1)   | 6,04 % (- 0,65 pts)               | 2,58 % (+ 0,98 pts)               | 4,67 % (+ 0,73 pts)               | 1,05 % (+ 0,74 pts) | 1,53 % |
| Achaïe               | 52,69 % (+ 6,72 pts) 4 sièges (=)   | 28,97 % (- 7,89 pts) 2 sièges (-1)  | 6,59 % (- 0,57 pts) 1 siège (=)   | 3,64 % (+ 1,17 pts) 1 siège (+1)  | 3,88 % (- 1,03 pts) 1 siège (=)   | 2,39 % (+ 1,38 pts) | 1,84 % |
| Béotie               | 47,35 % (+ 6,90 pts) 3 sièges (+2)  | 31,08 % (- 9,90 pts) 1 siège (-2)   | 7,30 % (- 0,62 pts)               | 6,18 % (+ 2,64 pts)               | 3,90 % (- 0,50 pts)               | 1,89 % (+ 1,12)     | 2,30 % |
| Grévéna              | 46,91 % (+ 7,19 pts) 1 siège (+1)   | 36,64 % (- 8,84 pts) 0 siège (-1)   | 7,31 % (- 0,24 pts)               | 3,56 % (+ 0,93 pts)               | 2,60 % (+ 0,12 pts)               | 1,10 % (+ 0,55 pts) | 2,88 % |
| Dráma                | 41,64 % (+ 4,38 pts) 2 sièges (+1)  | 41,26 % (- 7,48 pts) 1 siège (-1)   | 3,82 % (- 0,59 pts)               | 6,33 % (+ 2,30 pts)               | 3,26 % (+ 0,08 pts)               | 1,72 % (+ 1 pts)    | 1,97 % |
| Dodécanèse           | 54,89 % (+ 8,16 pts) 4 sièges (+2)  | 30,80 % (- 10,88 pts) 1 siège (-2)  | 3,97 % (- 0,23 pts)               | 4,10 % (+ 1,26 pts)               | 2,70 % (- 0,24 pts)               | 1,90 % (+ 1,90 pts) | 1,64 % |
| Évros                | 44,69 % (+ 4,93 pts) 3 sièges (+2)  | 40,36 % (- 8,31 pts) 1 siège (-2)   | 3,77 % (- 0,56 pts)               | 5,92 % (+ 2,53 pts)               | 2,09 % (- 0,18 pts)               | 1,54 % (+ 0,81 pts) | 1,63 % |
| Eubée                | 48,18 % (+ 6,16 pts) 2 sièges (=)   | 31,09 % (- 9,52 pts) 2 sièges (-1)  | 6,71 % (- 0,51 pts) 1 siège (=)   | 6,01 % (+ 2,66 pts)               | 3,90 % (- 0,38 pts)               | 2,24 % (+ 1,37 pts) | 1,87 % |
| Eurytanie            | 51,20 % (+ 5,56 pts) 1 siège (=)    | 37,57 % (- 7,04 pts)                | 3,24 % (- 0,11 pts)               | 2,97 % (+ 0,75 pts)               | 2,27 % (- 0,13 pts)               | 1,25 % (+ 0,78 pts) | 1,50 % |
| Zante                | 47,56 % (+ 5,22 pts) 1 siège (=)    | 29,74 % (- 8,36 pts)                | 11,18 % (+ 0,67 pts)              | 3,63 % (+ 1,45 pts)               | 4,23 % (- 0,16 pts)               | 1,91 % (+ 1,05 pts) | 1,75 % |
| Élide                | 54,64 % (+ 8,10 pts) 2 sièges (+2)  | 32,73 % (- 9,32 pts) 2 sièges (-2)  | 4,33 % (- 0,37 pts)               | 3,07 % (+ 1,08 pts)               | 2,58 % (- 0,44 pts)               | 1,30 % (+ 0,66 pts) | 1,35 % |
| Imathie              | 43,32 % (+ 4,28 pts) 3 sièges (+2)  | 37 % (- 5,83 pts) 1 siège (-2)      | 6,91 % (- 0,67 pts)               | 6,14 % (+ 1,50 pts)               | 3,18 % (+ 0,03 pts)               | 1,37 % (+ 0,56 pts) | 2,08 % |
| Héraklion            | 62,73 % (+ 8,10 pts) 5 sièges (+1)  | 23,70 % (- 9,84 pts) 2 sièges (-1)  | 4,44 % (+ 0,04 pts)               | 2,10 % (+ 0,77 pts)               | 3,71 % (- 0,64 pts)               | 2,30 % (+ 1,42 pts) | 1,02 % |
| Thesprotie           | 48,76 % (+ 6,27 pts) 1 siège (+1)   | 36,60 % (- 12,26 pts) 0 siège (-1)  | 4,60 % (+ 0,21 pts)               | 3,06 % (+ 0,94 pts)               | 3,46 % (+ 0,35 pts)               | 1,54 % (+ 1,03 pts) | 1,98 % |
| Ioannina             | 43,95 % (+ 5,15 pts) 3 sièges (+1)  | 36,13 % (- 7,25 pts) 2 sièges (=)   | 7,53 % (- 0,46 pts) 0 (-1)        | 3,49 % (+ 1,07 pts)               | 4,89 % (+ 0,20 pts)               | 1,91 % (+ 1,08 pts) | 2,12 % |
| Kavala               | 42,41 % (+ 2,98 pts) 3 sièges (+2)  | 37,38 % (- 7,88 pts) 1 siège (-2)   | 6 % (- 0,26 pts)                  | 6,01 % (+ 2,74 pts)               | 4,06 % (+ 0,59 pts)               | 2,03 % (+ 1,35 pts) | 2,11 % |
| Kardítsa             | 43,31 % (+ 5,50 pts) 3 sièges (+2)  | 39,88 % (- 8,14 pts) 2 sièges (-2)  | 7,49 % (+ 0,08 pts)               | 4 % (+ 1,86 pts)                  | 2,86 % (=)                        | 1,09 % (+ 0,62 pts) | 1,37 % |
| Kastoria             | 34,59 % (+ 2,15 pts) 1 siège (=)    | 50,03 % (- 4,29 pts) 1 siège (=)    | 4 % (- 0,09 pts)                  | 4,46 % (+ 1,14 pts)               | 3,76 % (+ 0,01 pts)               | 1,17 % (+ 0,62 pts) | 1,99 % |
| Corfou               | 43,38 % (+ 6,94 pts) 1 siège (=)    | 32,83 % (- 7,23 pts) 1 siège (=)    | 11,95 % (- 2,94 pts) 1 siège (=)  | 3,54 % (+ 1,46 pts)               | 4,29 % (+ 0,25 pts)               | 2,20 % (+ 1,14 pts) | 1,81 % |
| Céphalonie           | 41,83 % (+ 4,68 pts) 1 siège (+1)   | 33,04 % (- 6,25 pts) 0 siège (-1)   | 12,25 % (- 0,90 pts)              | 4,67 % (+ 1,85 pts)               | 3,73 % (- 0,16 pts)               | 2,14 % (+ 1,11 pts) | 2,34 % |
| Kilkís               | 40,85 % (+ 3,86 pts) 2 sièges (+1)  | 39,93 % (- 6,94 pts) 1 siège (-1)   | 7,26 % (- 0,01 pts)               | 6,39 % (+ 2,06 pts)               | 2,49 % (+ 0,12 pts)               | 1,24 % (+ 0,63 pts) | 1,84 % |
| Kozani               | 44,04 % (+ 4,26 pts) 3 sièges (+1)  | 39,73 % (- 6,93 pts) 2 sièges (-1)  | 5,75 % (+ 0,11 pts)               | 3,68 % (+ 1,56 pts)               | 3,28 % (+ 0,28 pts)               | 1,64 % (+ 0,49 pts) | 1,88 % |
| Corinthie            | 46,80 % (+ 5,29 pts) 3 sièges (+2)  | 36,03 % (- 7,52 pts) 1 siège (-2)   | 4 % (- 0,38 pts)                  | 5,28 % (+ 1,50 pts)               | 3,77 % (- 0,41 pts)               | 2,25 % (+ 1,11 pts) | 1,87 % |
| Cyclades             | 44,90 % (+ 7,03 pts) 2 sièges (+1)  | 36,03 % (- 9,47 pts) 1 siège (-1)   | 5,10 % (- 0,48 pts)               | 4,18 % (+ 1,41 pts)               | 4,64 % (- 0,67 pts)               | 3,01 % (+ 1,80 pts) | 2,14 % |
| Laconie              | 36,48 % (+ 4,85 pts) 1 siège (=)    | 47,26 % (- 8,25 pts) 2 sièges (=)   | 4,82 % (- 0,03 pts)               | 5,57 % (+ 2,40 pts)               | 2,84 % (- 0,21 pts)               | 1,43 % (+ 0,88 pts) | 1,60 % |
| Larissa              | 40,81 % (+ 3,99 pts) 3 sièges (=)   | 36,17 % (- 7,29 pts) 2 sièges (-1)  | 9,47 % (- 0,59 pts) 1 siège (=)   | 5,70 % (+ 2,17 pts) 1 siège (=)   | 3,97 % (+ 0,12 pts) 1 siège (+1)  | 2,11 % (+ 1,34 pts) | 1,77 % |
| Lassithi             | 59,37 % (+ 6,66 pts) 1 siège (=)    | 27,51 % (- 9,59 pts) 1 siège (=)    | 3,47 % (- 0,02 pts)               | 2,19 % (+ 1,10 pts)               | 3,84 % (- 0,35 pts)               | 2,25 % (+ 1,51 pts) | 1,37 % |
| Lesbos               | 42,20 % (+ 4,52 pts) 1 siège (=)    | 31,06 % (- 8,36 pts) 1 siège (=)    | 14,10 % (+ 0,11 pts) 1 siège (=)  | 4,03 % (+ 1,55 pts)               | 4,43 % (+ 0,46 pts)               | 2,15 % (+ 1,29 pts) | 2,03 % |
| Leucade              | 41,65 % (+ 4,06 pts) 1 siège (+1)   | 37,01 % (- 5,51 pts) 0 siège (-1)   | 10,42 % (- 0,32 pts)              | 2,37 % (+ 0,73 pts)               | 5,16 % (- 0,01 pts)               | 1,31 % (+ 0,44 pts) | 2,08 % |
| Magnésie             | 40,39 % (+ 4 pts) 2 sièges (=)      | 35,56 % (- 7,76 pts) 1 siège (-1)   | 8,79 % (- 0,57 pts) 1 siège (=)   | 5,82 % (+ 2,19 pts) 1 siège (+1)  | 4,66 % (+ 0,35 pts)               | 2,60 % (+ 1,42 pts) | 2,18 % |
| Messénie             | 39,06 % (+ 6,90 pts) 3 sièges (+2)  | 43,26 % (- 9,03 pts) 2 sièges (-2)  | 5,74 % (- 0,44 pts)               | 5,07 % (+ 2,25 pts)               | 3,62 % (- 1,01 pts)               | 1,63 % (+ 0,91 pts) | 1,62 % |
| Xánthi               | 58,73 % (+ 9,83 pts) 2 sièges (=)   | 26,25 % (- 13,72 pts) 1 siège (=)   | 2,75 % (- 0,78 pts)               | 4,41 % (+ 1,65 pts)               | 4,51 % (+ 2,06 pts)               | 1,45 % (+ 0,89 pts) | 1,84 % |
| Pella                | 43,05 % (+ 3,74 pts) 3 sièges (+2)  | 41,43 % (- 5,92 pts) 1 siège (-2)   | 4,37 % (- 0,22 pts)               | 5,51 % (+ 1,25 pts)               | 2,54 % (+ 0,22 pts)               | 1,10 % (+0,53 pts)  | 2 %    |
| Piérie               | 41,37 % (+ 3,71 pts) 3 sièges (+2)  | 42,27 % (- 6,32 pts) 1 siège (-2)   | 5,29 % (- 0,06 pts)               | 5,34 % (+ 1,71 pts)               | 2,81 % (+ 0,05 pts)               | 1,33 % (+ 0,73 pts) | 1,59 % |
| Préveza              | 42,98 % (+ 4,10 pts) 1 siège (=)    | 38,89 % (- 7,09 pts) 1 siège (=)    | 8,04 % (+ 0,38 pts)               | 3,09 % (+ 1,31 pts)               | 3,87 % (+ 0,04 pts)               | 1,33 % (+ 0,75 pts) | 1,80 % |
| Nomme de Rethymnon   | 57,91 % (+ 14,14 pts) 1 siège (=)   | 27,41 % (- 19,09 pts) 1 siège (=)   | 3,75 % (+ 0,36 pts)               | 3,10 % (+ 1,92 pts)               | 3,90 % (+ 0,39 pts)               | 2,18 % (+ 1,78 pts) | 1,75 % |
| Rhodope              | 53,07 % (+ 7,17 pts) 2 sièges (=)   | 34,52 % (- 11,23 pts) 1 siège (=)   | 2,51 % (- 0,35 pts)               | 3,62 % (+ 2,05 pts)               | 4,23 % (+ 2,29 pts)               | 0,76 % (+ 0,40 pts) | 1,26 % |
| Samos                | 38,49 % (+ 5,95 pts) 1 siège (+1)   | 29,74 % (- 8,25 pts) 0 siège (-1)   | 17,86 % (- 0,37 pts)              | 3,97 % (+ 1,35 pts)               | 5,12 % (- 0,09 pts)               | 2,32 % (+ 1,21 pts) | 2,50 % |
| Serrès               | 37,07 % (+ 3,97 pts) 3 sièges (+1)  | 46,81 % (- 6,01 pts) 3 sièges (-1)  | 5,03 % (+ 0,02 pts)               | 5,33 % (+ 1,37 pts) 1 siège (=)   | 2,52 % (- 0,41 pts)               | 1,49 % (+ 0,96 pts) | 1,75 % |
| Tríkala              | 45,14 % (+ 5,87 pts) 3 sièges (+1)  | 37,63 % (- 8,23 pts) 2 sièges (=)   | 8,20 % (- 0,29 pts) 0 siège (-1)  | 3,79 % (+ 1,76 pts)               | 2,56 % (- 0,19 pts)               | 1,20 % (+ 0,74 pts) | 1,48 % |
| Phthiotide           | 43,84 % (+ 7,17 pts) 3 sièges (+2)  | 40,36 % (- 9,22 pts) 2 sièges (-2)  | 4,93 % (- 0,29 pts)               | 4,65 % (+ 1,25 pts)               | 2,83 % (- 0,39 pts)               | 1,72 % (+ 0,91 pts) | 1,67 % |
| Flórina              | 44,08 % (+ 4,82 pts) 1 siège (=)    | 41,55 % (- 6,62 pts) 1 siège (=)    | 4,63 % (- 0,65 pts)               | 3,55 % (+ 1 pts)                  | 2,95 % (+ 0,06 pts)               | 1,55 % (+ 1,55 pts) | 1,69 % |
| Phocide              | 40,21 % (+ 5,53 pts) 1 siège (+1)   | 39,73 % (- 8,26 pts) 0 siège (-1)   | 6,93 % (- 0,10 pts)               | 5,23 % (+ 1,53 pts)               | 3,58 % (- 0,19 pts)               | 1,86 % (+ 0,97 pts) | 2,46 % |
| Chalcidique          | 40,95 % (+ 2,84 pts) 2 sièges (+1)  | 40,52 % (- 5,85 pts) 1 siège (-1)   | 4,96 % (- 0,47 pts)               | 5,49 % (+ 2,07 pts)               | 4,08 % (+ 0,27 pts)               | 1,91 % (+ 1,15 pts) | 2,09 % |
| La Canée             | 51,10 % (+ 6,39 pts) 3 sièges (+2)  | 29,74 % (- 8,73 pts) 1 siège (-2)   | 5,98 % (- 0,27 pts)               | 3,64 % (+ 1,08 pts)               | 4,37 % (- 0,60 pts)               | 3,15 % (+ 2,04 pts) | 2,02 % |
| Chios                | 49,81 % (+ 8,09 pts) 1 siège (=)    | 33,94 % (- 9,88 pts) 1 siège (=)    | 5,38 % (- 0,52 pts)               | 3,55 % (+ 1,85 pts)               | 3,36 % (- 1,13 pts)               | 2,19 % (+ 1,40 pts) | 1,77 % |

### Analyse
Le taux de participation a été de 70,92 %. Le taux d'abstention (29,08 %) est en hausse par rapport aux élections de 2007 (25,85 %) et 2003 (23,50 %). La Deuxième circonscription de Thessalonique (Thessalonique B) a eu le plus fort taux de participation avec 82,20 %. Par contre, Grammatiko et ses environs, dans la banlieue d'Athènes, très touchés par les incendies du mois d'août 2009 et qui avaient décidé de boycotter les élections en guise de protestation ont eu le taux de participation le plus faible de Grèce : 3,50 %.
En moyenne, la Nouvelle Démocratie a perdu huit points par rapport aux élections de 2007, tandis que le PASOK en a gagné en moyenne près de six. Le score de la ND est le plus mauvais de son histoire. La circonscription de Kastoria, dans le nord de la Grèce, est la seule à avoir donné la majorité à la ND (50,03 %). Le parti de Kóstas Karamanlís arrive aussi en tête dans ses fiefs traditionnels : sud du Péloponnèse (Laconie et Messénie), Argolide et Serrès. Cependant, il perd des régions traditionnellement à droite, comme les Cyclades. Son plus mauvais score est dans la deuxième circonscription du Pirée (Le Pirée B'). De nombreux ministres, et même le secrétaire général du parti n'ont pas été réélus. Un des cadres historiques, Geórgios Soufliás, pourtant très respecté ministre des travaux publics, battu, s'est retiré définitivement de la vie politique. Il lui est reproché d'avoir suggéré ces élections anticipées à Konstantínos Karamanlís. Ce dernier a, quant à lui, démissionné de la direction de la ND. Un congrès extraordinaire est convoqué pour le 7 novembre 2009 afin de choisir un nouveau leader. Les principaux candidats à la succession sont Dóra Bakoyánni (ancienne ministre des affaires étrangères), Dimítris Avramópoulos (ancien ministre de la santé) et Antónis Samarás (ancien ministre de la culture).
Le PASOK obtient son meilleur score dans la circonscription d'Héraklion (62,70 %) et son plus mauvais à Kastoria (34,50 %). Le KKE perd un demi-point par rapport à son score de 2007. Aleka Papariga, son leader, considère cependant que ce résultat ne reflète pas l'influence réelle du parti dans la société grecque. Elle a commenté la victoire du PASOK en déclarant que le capitaine du navire avait été changé, mais pas son cap. Le LAOS obtient son meilleur score et s'impose comme quatrième force parlementaire. Son leader, Georgios Karatzaferis, a présenté son parti, dans sa conférence de presse le soir des élections, comme la principale force d'opposition au PASOK. Le recul de la SYRIZA (0,5 %) est moindre que ce qui avait été envisagé. Après des mois de dissensions internes, ce résultat, paradoxalement, renforce la position de son leader, jusque-là contesté, Alexis Tsipras. Ce dernier considère que la SYRIZA sera une force d'opposition avec laquelle il faudra compter.